# Pierre Mispoulet
Pierre Mispoulet est un homme politique français, né le 24 avril 1797 à Clairac (Lot-et-Garonne) et mort dans la même ville le 3 décembre 1877. Il est l'époux de Marie-Sophie Borderie.

## Biographie
Avocat, il est suppléant du juge de paix en 1830 et maire de Clairac en 1832. Il est député de Lot-et-Garonne de 1848 à 1851, siégeant à droite.